# The Movie Network

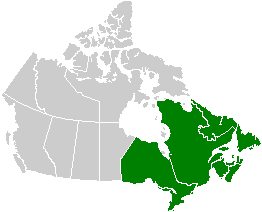
Sendegebiet (in grün) von The Movie Network

The Movie Network (TMN) ist ein kanadischer, englischsprachiger Pay-TV-Sender mit Hauptsitz in Toronto, Ontario, Kanada, der von Astral Media (Bell Media) betrieben wird.
The Movie Network beinhaltet fünf TV-Kanäle, auf denen aktuelle Filme verschiedener Genres gesendet werden. Das Sendegebiet des Senders umfasst die Provinz Ontario bis zur Provinzgrenze von Manitoba. Des Weiteren Quebec, New Brunswick, Nova Scotia.

## Geschichte
Im Jahr 1976 gab der amtierende Kommunikationsminister Jeanne Sauvé die Einrichtung eines Bezahlfernsehens für Kanada bekannt. Während der 1970er Jahre, als das Premium-Fernsehen durch HBO und den daraus entstandenen Fernsehsender WTBS nach und nach in ganz Nordamerika eingeführt wurde, waren die Sender in ländlichen Gebieten lediglich über Satellit zu empfangen, weshalb eine Änderung nötig war. Die Provinzregierung von Saskatchewan gründete deshalb zusammen mit dem Unternehmen Cable Regina im Jahr 1979 das Provincial Pay-TV-Network Teletheatre.
Durch die wachsende Anzahl von Satellitenempfangsanlagen, welche notwendig sind, um Premiumsender empfangen zu können, beschloss die Regierung von Pierre Trudeau die Einführung eines landesweiten Pay-TV Angebotes, das über Kabel empfangbar ist. Dies setzte jedoch voraus, dass die Pay-TV-Sender Sendelizenzen besitzen, um ihr Angebot auszustrahlen. Eine Lizenz wurde durch die Canadian Radio-Television and Telecommunications Commission (CRTC) am 18. März 1982 an First Choice (später bekannt als The Movie Network) vergeben. Am 1. Februar 1983 begann der Sender mit der Ausstrahlung. Der erste gesendete Film war For Your Eyes Only.

HBO Canada

## The Movie Network Paket
The Movie Network strahlt sein Fernsehformat auf fünf 24-stündigen Multiplex-TV-Kanälen und zwei HD-Kanälen aus.
Liste der Kanäle
- The Movie Network ist das „Flaggschiff“ des Programmpaketes. Auf dem Sender werden aktuelle Spielfilme, Dokumentarfilme sowie TV-Serien und US-Produktionen ausgestrahlt.
- MFun! sendet speziell Komödien sowie romantische Filme und Serien.
- MFest sendet independent und fremdsprachige Filme.
- MExcess bietet Action- und Abenteuerfilme, TV-Serien und Late-Night-Erwachsenenfilme.
- HBO Canada sendet Filme vom US-amerikanischen Premiumsender HBO.
- The Movie Network OnDemand bietet Kino auf Abruf aus einer Auswahl verschiedener Filme.

## Verfügbarkeit
The Movie Network wird bei mehreren Satellitenbetreibern eingespeist und ist empfangbar über Bell TV, Shaw Direct und als IPTV in den Breitbandnetzen von Bell Aliant TV und Bell Fibe TV sowie einigen lokalen Kabelbetreibern.